# Homoneuronia modesta
Homoneuronia modesta är en fjärilsart som beskrevs av William Schaus 1905. Homoneuronia modesta ingår i släktet Homoneuronia och familjen björnspinnare. Inga underarter finns listade i Catalogue of Life.